# Hajnówka
Hajnówka er en by i det nordøstlige i Polen i Województwo podlaskie. Byen ligger ved floden Leśna Prawa. Byen har   19.667(2021)  indbyggere; I 2014 var befolkningstallet i Hajnówka 21.442.